# Temnocerus semicyaneus
Temnocerus semicyaneus is een keversoort uit de familie Rhynchitidae. De wetenschappelijke naam van de soort is voor het eerst geldig gepubliceerd in 1884 door Bedel.